# Ogrodnik (film 2003)
Ogrodnik (urdu:باغبان،, hindi: बागबान, bāghbān, niem.Und am Abend wartet das Glück, ang. "Gardener" lub "Caretaker") to bollywoodzki dramat rodzinny wyreżyserowany przez Ravi Chopra w 2003 roku. W rolach głównych wybrani za kreacje w tym filmie parą roku znani indyjscy aktorzy Amitabh Bachchan i Hema Malini. Tematem filmu jest miłość, ta którą dajemy i ta której potrzebujemy, między mężem i żoną nawet po 40 latach małżeństwa, między rodzicami a dziećmi. Film przedstawia też rozstanie, tęsknotę małżonków za sobą, samotność i niezrozumienie starych rodziców, którym brakuje troski ich dorosłych dzieci, którzy czują się im niepotrzebni.

## Fabuła
Raj (Amitabh Bachchan) i Pooja Malhotra (Hema Malini) są małżeństwem od 40 lat. Czas i wychowanie kilku synów tylko pogłębił ich miłość. Czując nadchodzącą starość Raj nie chce tracić czasu na dalszą pracę. Odchodzi na emeryturę licząc, że teraz będzie mógł wspólnie z żoną w pełni cieszyć się sobą i miłością synów i wnuków. Całe życie oddawali wszystko, co mieli dzieciom i teraz uważają za oczywiste, że dzieci odwdzięczą im się z radością przejmując opiekę nad nimi. Oddali przecież im nawet pieniądze, które mogłyby być ich zabezpieczeniem na starość. Przy okazji uroczystego zjazdu rodzinnego na święto Holi Raj i Pooja proszą, aby synowie zdecydowali, kto z nich przyjmie rodziców pod swój dach. Boleśnie zaskakuje ich fakt, że wszyscy czworo wzbraniają się przed dzieleniem domu z rodzicami, pomocą im na starość, cieszeniem się ich obecnością, póki jeszcze można. Niechętnie i z łaski postanawiają po kolei po trzy miesiące gościć u siebie każdego z rodziców oddzielnie. Rodzice, którzy po 40 latach szczęśliwego i pełnego miłości małżeństwa czują się jednym, w rozpaczy przeżywają ból rozłąki, samotność i niezrozumienie w domach synów...

## Obsada
- Amitabh Bachchan – Raj Malhotra
- Hema Malini – Pooja Malhotra
- Salman Khan – Alok Raj (gościnnie)
- Mahima Chaudhry – Arpita Raj (gościnnie)
- Aman Verma – Ajay Malhotra
- Samir Soni – Sanjay Malhotra
- Saahil Chad da – Rohit Malhotra
- Nasir Khan – Karan Malhotra
- Divya Dutta – Reena Malhotra
- Suman Ranganathan – Kiran Malhotra
- Rimi Sen – Payal Malhotra
- Paresh Rawal – Hemant Patel
- Lilette Dubey – Shanti Patel

## Piosenki śpiewają
1. "Meri Makhna Meri Soniye" : Sudesh Bhosle, Alka Yagnik
2. "Pehle Kabhi Na Mera Haal" : Udit Narayan, Alka Yagnik
3. "Holi Khele Raghuvira" : Amitabh Bachchan, Sukhwindher Singh, Alka Yagnik, Udit Narayan
4. "Main Yahan Tu Wahan" : Amitabh Bachchan, Alka Yagnik
5. "Chali Chali" : Amitabh Bachchan, Aadesh Shrivastav, Hema Sardesai, Alka Yagnik
6. Baghban Rab Hai Baghban" : Amitabh Bachchan, Abida Praveen
7. "Om Jai Jagdish" – Aarti

## Nagrody i nominacje

### Nominacje do
- Nagrody Filmfare dla Najlepszego Aktora – Amitabh Bachchan
- Nagrody Filmfare dla Najlepszego Aktora Drugoplanowego – Salman Khan
- Nagrody Filmfare dla Najlepszej Aktorki – Hema Malini
- Nagrody Filmfare dla Najlepszego Filmu
- Nagrody Star Screen dla Najlepszego Aktora – Amitabh Bachchan
- Nagrody Star Screen dla Najlepszej Aktorki – Hema Malini
- Nagrody Zee Cine dla Najlepszego Aktora – Amitabh Bachchan
- Nagrody Zee Cine dla Najlepszej Aktorki – Hema Malini
- Nagrody Zee Cine za Najlepszy Debiut -Rimi Sen i Hungama
- Nagrody Zee Cine za Najlepszy Playback Męski – Sudesh Bhonsle za "Meri makhna..."
- Nagrody Popular Award dla Najlepszego Aktora – Amitabh Bachchan

### Nagrody
- Nagroda Star Screen dla Najlepszej Pary Filmowej – Hema Malini i Amitabh Bachchan
- Nagroda Zee Cine za Najlepsze Udźwiękowienie – Kuldip Sood